# Захаров, Лев Платонович
Лев Платонович Захаров (1922-1945) — старший лейтенант Рабоче-крестьянской Красной Армии, участник Великой Отечественной войны, Герой Советского Союза (1945).

## Биография
Лев Захаров родился 29 ноября 1922 года в Москве. Окончил десять классов школы № 240 в Москве и аэроклуб в Подольске. В 1940 году Захаров был призван на службу в Рабоче-крестьянскую Красную Армию. В 1941 году он окончил Балашовскую военную авиационную школу пилотов, в 1943 году — Краснодарское военное авиационное училище лётчиков. С января 1944 года — на фронтах Великой Отечественной войны.
К марту 1945 года старший лейтенант Лев Захаров командовал эскадрильей 999-го штурмового авиаполка 277-й штурмовой авиадивизии 1-й воздушной армии 3-го Белорусского фронта. К тому времени он совершил 131 боевой вылет на штурмовку скоплений боевой техники и живой силы противника, его важных объектов. 30 апреля 1945 года погиб в бою на территории Восточной Пруссии. Похоронен на воинском кладбище в посёлке Нивенское Багратионовского района Калининградской области.

## Награды
Указом Президиума Верховного Совета СССР от 29 июня 1945 года за «образцовое выполнение боевых заданий командования по уничтожению живой силы и техники противника и проявленные при этом мужество и героизм» старший лейтенант Лев Захаров посмертно был удостоен высокого звания Героя Советского Союза. Также был награждён орденом Ленина, тремя орденами Красного Знамени, орденом Красной Звезды.

## Память
В честь Захарова названа школа в Нивенском.